# Tours Volley-Ball
Maillots
Actualités
Dernière mise à jour : 28 août 2024.
Le Tours Volley-Ball (TVB) est un club français de volley-ball fondé en 1940 en tant que section volley du Tours Étudiant Club et basé à Tours (Indre-et-Loire). En 1986, il adopte son nom actuel et évolue depuis 1993 en Ligue A (au plus haut niveau national).
Il a remporté une Ligue des champions, dix titres de champion de France et onze coupes de France, ce qui constitue l'un des plus beaux palmarès du volley-ball français.
Le club évolue dans la Salle Robert-Grenon.
Le TVB est présidé par François Bruneau et est entraîné par Mladen Kašić.

## Histoire

Ancien logo.

### Les débuts (1940-1986)
Le Club est fondé en 1940 en tant que section volley-ball du Tours Étudiants Club (TEC). Après avoir adhéré pour évoluer dans les compétitions gérées par l'UFOLEP, il entre en 1966 dans le giron de la Fédération française de volley. Le club évolue une saison en Nationale 1 (saison 1976-1977) puis redescend jusqu'en Nationale 3 avant de reprendre sa marche sous son nom actuel en 1986.

### Vers l'élite nationale (1986-1994)
En 1988, le TVB évolue en Nationale 3 (4e échelon français). À la fin de la saison 1989-90, le club accède en en Nationale 2.
Après trois ans d'attente, le TVB monte en Nationale 1B (actuelle Ligue B) à l'issue de la saison 1992-93.
Dès sa première saison en Nationale 1B, il rejoint l'élite français en Nationale 1A (actuelle Ligue A)

### Affirmation sur la scène nationale (1995-2002)
Lors de ses 4 premières saisons dans l'élite, le TVB assure le maintien. En 1999, il atteint le top 5 du championnat.
Lors de la saison 1999-00, le club joue pour la première fois dans le dernier carré du championnat de France et une finale de coupe de France (défaite contre le Paris Volley 0-3).
Lors de la saison 2000-01, le TVB répète la même performance que la saison passée avec la même défaite contre le Paris Volley en coupe de France. Le club participe à sa première ligue des champions.
En 2001-02, le TVB joue son premier quart de finale de la Ligue des champions (élimination contre l'Iraklis Salonique)

### Les premiers trophées (2002-2005)
En 2003, le TVB remporte son premier titre avec la coupe de France contre le Stade Poitevin 3-1 (première ligne au palmarès). Il termine également finaliste du championnat de Pro A (battu par Paris Volley, 2 victoires à 1). Le club est alors entraîné par le biélorusse Vladimir Alekno et s'articule de joueurs expérimentés : le brésilien Alex Sloboda, le bulgare Plamen Konstantinov, le tchèque Petr Pesl, du vieux briscard français Frédéric Gibert, du capitaine Loïc de Kergret et du libéro Hubert Henno.
En 2004, le TVB devient pour la première fois champion de France (victoire en finale du championnat contre l'AS Cannes. Le club participe à son premier Final Four de la Ligue des champions (obtention de la 3e place contre l'Iraklis Salonique).
Lors de la saison 2004-05, le TVB enrôle un nouvel entraîneur : l'italien Roberto Serniotti. Il bénéficie d'un groupe stable, de l'apport de la jeunesse de Gérald Hardy-Dessources et du renfort du serbe Slobodan Boskan. À l'issue de la saison le TVB remporte la Ligue des champions (contre l'Iraklis Salonique 3-1) et la coupe de France (contre le Tourcoing LMVB 3-0).

### Au top de la scène nationale (2005-)
Le TVB enchaîne les titres : 
- 2005-2006 : Victoire de la Supercoupe de France contre l'AS Cannes 3-0, victoire de la Coupe de France contre l'AS Cannes 3-1, finaliste du championnat de Pro A (battu par le Paris Volley, 2 victoires à 0)
- 2006-2007 : Défaite en finale de la Ligue des champions contre le VfB Friedrichshafen ;
- 2008-2009 : Victoire de la coupe de France contre le Tourcoing LMVB 3-1 ;
- 2009-2010 : Doublé : Victoire en finale du championnat de Ligue A contre l'AS Cannes (2 victoires à 0) et Victoire de la coupe de France contre le Montpellier UC 3-0 ;
- 2010-2011 : Victoire de la coupe de France contre le Beauvais OUC 3-0, finaliste du championnat de Ligue A (battu par Stade Poitevin, 3 set à 2) ;
- 2011-2012 : Victoire en Finale du Championnat de Ligue A (contre le Stade Poitevin, (3-0) et victoire de la Supercoupe ;
- 2012-2013 : Doublé : Victoire en Finale du Championnat de Ligue A (contre le Paris Volley, 3 sets à 1 au match aller, 3 sets à 0 au match retour) et Victoire de la coupe de France contre Toulouse (3-1) ;
- 2013-2014 : Triplé : Victoire en Finale du Championnat de Ligue A (contre le Paris Volley, 3-1), Victoire en coupe de France contre le Paris Volley, (3-1) et victoire de la Supercoupe contre le Paris Volley (3-2) ;
- 2014-2015 : Deuxième triplé consécutif : Victoire en Finale du Championnat de Ligue A (contre le Paris Volley, 3 sets à 2 alors que le TVB était mené 2 sets à 0), Victoire de la Coupe de France contre le Beauvais OUC (3-1) et victoire de la Supercoupe contre le Paris Volley, (3-1) ;
- 2016-2017 : Victoire de la Coupe d'Europe (CEV) aux dépens de Trente (Italie). Les tourangeaux qui avaient perdus 3-0 au match aller chez les Italiens ont réalisé une remontée historique au match retour (3-1) pour s'imposer au Golden set ;
- 2017-2018 : Victoire en Finale du Championnat de Ligue A (contre Chaumont VB, 3 sets à 1) ;
- 2018-2019 : Doublé : Victoire de la coupe de France contre Chaumont VB 3-0, Victoire en finale du championnat de France (contre Chaumont VB, 3-2 et 3-0) ;
- 2021-2022 : Triple finaliste, mais trois finales perdues : Finale du Championnat de Ligue A (contre le Montpellier UC, 2-3 et 0-3), finale de la coupe de France contre Chaumont, (2-3) et finale de la Coupe de la CEV contre le Vero Volley Monza (0-3 et 0-3) ;
- 2022-2023 :  Triplé : Championnat-Coupe-Supercoupe. Le TVB s'assure de la première place de la saison régulière lors de la 29e journée en battant à l'extérieur Nantes (2e) devant 4 725 spectateurs (record du nombre de spectateurs pour un match de Ligue A de volley-ball)[5]. Il remporte le titre de Champion de France à domicile contre Chaumont au set en or (15-10)[6] après avoir perdu le match 1 (25-20, 28-26, 25-17)[7] puis remporté le match 2 (25-16, 25-16, 27-25). Le TVB remporte la coupe de France contre le Nice Volley-Ball 3-0 puis la Supercoupe le 13 octobre contre Chaumont par 3-1[8]. À l'issue de la saison, le président du club, Bruno Poilpré a démissionné de son poste le 1er juin 2023[9].
- 2023-2024 : Avec un budget contraint et la dernière saison du manager Pascal Foussard, présent à la tête du club depuis 42 ans, le TVB a misé sur un effectif rajeuni pour assurer l'avenir[10]. Après une victoire lors de la première journée contre le promu Saint-Jean d'Illac, le TVB enchaîne 5 défaites de suite en championnat (Paris, Montpellier, Toulouse, Chaumont et Saint-Nazaire)[11]. Le TVB perd contre le Paris Volley dans le Classique, une première depuis 6 ans[12]. Quatrièmes à l'issue de la phase régulière, les Tourangeaux parviennent à se hisser jusqu'en finale du championnat. Le TVB s'incline contre Saint-Nazaire et passe à côté d'un dixième titre de champion pour la dernière saison de Pascal Foussard au club.
- 2024-2025 : Tours remporte la Marmara SpikeLigue et obtient son dixième titre de champion de France contre l'Alterna Stade Poitevin Volley Ball, rejoignant ainsi l'AS Cannes au nombre de titres. Les Tourangeaux gagnent le match aller 3-1 et le match retour 3-0 le 17 mai 2025.

## Palmarès et records

### Palmarès
Ce tableau liste les différentes compétitions nationales, internationales et amicales remportées par le Tours Volley-Ball au cours de son histoire.
| Compétitions nationales | Compétitions internationales |
| --- | --- |
| - Championnat de France (10) - Champion : 2004, 2010, 2012, 2013, 2014, 2015, 2018, 2019, 2023, 2025 - Finaliste : 2003, 2006, 2011, 2022, 2024 - 3e place : 2001, 2005, 2009, 2016 - Coupe de France (11) - Vainqueur : 2003, 2005, 2006, 2009, 2010, 2011, 2013, 2014, 2015, 2019, 2023 - Finaliste : 2000, 2001, (2020), 2022 - Supercoupe de France (5) - Vainqueur : 2005, 2012, 2014, 2015, 2023 - Finaliste : 2004, 2006, 2013 | - Ligue des champions (1) - Vainqueur : 2005 - Finaliste : 2007 - 3e place : 2004 - Coupe de la CEV (1) - Vainqueur : 2017 - Finaliste : 2022 |
| Compétitions amicales | |
| - Tournoi Fred Fellay : - Vainqueur : 2021 - Finaliste : 2022 | |

### Record
Plus grand nombre de victoires, à égalité avec l'AS Cannes : 10 fois  (2004, 2010, 2012, 2013, 2014, 2015, 2018, 2019, 2023, 2025)
Plus grand nombre de doublés pour un club coupe de France / Championnat de France : 6 fois (2010, 2013, 2014, 2015, 2019 et 2023)
Plus grand nombre de doublés pour un club coupe de France / Supercoupe de France de volley-ball : 4 fois (2005, 2014, 2015 et 2023)
Plus grand nombre de triplés pour un club coupe de France / Championnat de France / Supercoupe de France de volley-ball : 3 fois (2014, 2015 et 2023)
Plus grand nombre de victoire d'un club en supercoupe de France : 5 
En Coupe de France : 
- Plus grand nombre de victoires pour un club en finale : 11
- Plus grand nombre de participations pour un club à une finale : 15
- Plus grand nombre de victoires consécutives pour un club en Coupe de : 3 (de 2009 à 2011 et de 2013 à 2015)
- Plus grand nombre de finales consécutives pour un club : 4 (de 2019 à 2023), ex aequo avec l'AS Fréjus

### Bilan par saison
| Saison  | Division | Saison régulière | Phase finale | Coupe de France                    | Supercoupe de France | Ligue des champions | Coupe de la CEV | Challenge Cup |
| ------- | -------- | ---------------- | ------------ | ---------------------------------- | -------------------- | ------------------- | --------------- | ------------- |
| 2024-25 | Ligue A  | 4e               | Champion     | 1/4                                | -                    | -                   | 1/2 finaliste   | -             |
| 2023-24 | Ligue A  | 4e               | Finaliste    | 1/2                                | Vainqueur            | Playoffs à 6        | -               | -             |
| 2022-23 | Ligue A  | 1er              | Champion     | Vainqueur                          | Vainqueur            | Playoffs à 6        | -               | -             |
| 2021-22 | Ligue A  | 1er              | Finaliste    | Finaliste                          | -                    | -                   | Finaliste       | -             |
| 2020-21 | Ligue A  | 5e               | 1/4          | N/A                                | -                    | Poule               | -               | -             |
| 2019-20 | Ligue A  | 1er              | N/A          | Finaliste (Forfait pour la finale) | N/A                  | Poule               | -               | -             |
| 2018-19 | Ligue A  | 1er              | Champion     | Vainqueur                          | N/A                  | Poule               | -               | -             |
| 2017-18 | Ligue A  | 1er              | Champion     | 1/8                                | N/A                  | -                   | -               | 1/16          |
| 2016-17 | Ligue A  | 3e               | 1/4          | 1/4                                | -                    | -                   | Vainqueur       | -             |
| 2015-16 | Ligue A  | 2e               | 1/2          | 1/2                                | -                    | Playoffs à 6        | -               | -             |
| 2014-15 | Ligue A  | 4e               | Champion     | Vainqueur                          | Vainqueur            | Poule               | -               | -             |
| 2013-14 | Ligue A  | 1er              | Champion     | Vainqueur                          | Vainqueur            | Playoffs à 6        | -               | -             |
| 2012-13 | Ligue A  | 1er              | Champion     | Vainqueur                          | Finaliste            | Poule               | -               | -             |
| 2011-12 | Ligue A  | 1er              | Champion     | 1/2                                | Vainqueur            | Playoffs à 6        | -               | -             |
| 2010-11 | Ligue A  | 1er              | Finaliste    | Vainqueur                          | N/A                  | Playoffs à 6        | -               | -             |
| 2009-10 | Ligue A  | 1er              | Champion     | Vainqueur                          | N/A                  | Poule               | -               | -             |
| 2008-09 | Pro A    | 3e               | 1/2          | Vainqueur                          | N/A                  | -                   | -               | -             |
| 2007-08 | Pro A    | 10e              | -            | 1/2                                | N/A                  | -                   | -               | -             |
| 2006-07 | Pro A    | 5e               | -            | 1/4                                | N/A                  | Finaliste           | -               | -             |
| 2005-06 | Pro A    | 1er              | Finaliste    | Vainqueur                          | Finaliste            | Playoffs à 6        | -               | -             |
| 2004-05 | Pro A    | 1er              | 1/2          | Vainqueur                          | Vainqueur            | Vainqueur           | -               | -             |
| 2003-04 | Pro A    | 1er              | Champion     | 1/8                                | Finaliste            | Demi-finaliste (3e) | -               | -             |
| 2002-03 | Pro A    | 3e               | Finaliste    | Vainqueur                          | N/A                  | -                   | -               | -             |
| 2001-02 | Pro A    | 5e               | 1/4          | 1/8                                | N/A                  | Quart de finaliste  | -               | -             |
| 2000-01 | Pro A    | 2e               | 1/2          | Finaliste                          | N/A                  | Poule               | -               | -             |
| 1999-00 | Pro A    | 4e               | 1/2          | Finaliste                          | N/A                  | -                   | -               | -             |
| 1998-99 | Pro A    | 5e               | 1/4          | ?                                  | N/A                  | -                   | -               | -             |
| 1997-98 | Pro A    | 6e               | Poule        | 1/2                                | N/A                  | -                   | -               | -             |
| 1996-97 | N1 A     | 10e              | -            | ?                                  | N/A                  | -                   | -               | -             |
| 1995-96 | N1 A     | 11e              | -            | ?                                  | N/A                  | -                   | -               | -             |
| 1994-95 | N1 A     | 9e               | -            | ?                                  | N/A                  | -                   | -               | -             |
| 1993-94 | N1 B     | 1er              | Champion     | ?                                  | N/A                  | -                   | -               | -             |

## Personnalités du club

### Présidents
Depuis 1966, les présidents successifs sont :
| - Louis Monière : 1966-1992 - Philippe Berthelot : 1992-1998 - Patrick Chevallier : 1998-2005 - Yves Guérin : 2005-2007 - Jacques Bouhier : 2007-2012 - Didier Desassis : 2012-2013 - Jacques Bouhier : 2013-2016 - Yves Bouget : 2016-2021 - Bruno Poilpré : 2021-2023 - François Bruneau : 2023- |

### Entraîneurs
| - Sylvain Houde : 1987-1988 - Zbigniew Bielawski : 1988-1989 - Jean-François Letorrec : 1989-1991 - Essam el-Din Meawad : 1991-1992 - Philippe Picard : 1992-1995 - Pascal Foussard : 1995-1999 - / Vladimir Alekno : 1999-2004 - Roberto Serniotti : 2004-2006 - / Veljko Basić : 2006-jan 2008 - Pascal Foussard : jan 2008 - juin 2008 - Éric N'Gapeth : 2008-2011 - / Mauricio Paes : 2011-déc 2015 - Vital Heynen (en) : déc 2015-juin 2016 - Giampaolo Medei (it) : 2016-2017 - Cédric Énard : 2017-2018 - Patrick Duflos : 2018-2019 - Hubert Henno : 2019-2021 - Marcelo Fronckowiak : 2021-2025 - Mladen Kašić : 2025- |

## Identité du club

### Logo

Logo du Tours Volley-Ball

Le TVB renouvelle son blason pour la saison 2020-21. À Tours, on parle de blason et non de logo. Tout est lié à l’histoire de la ville. Sur le blason du TVB, on y retrouve d’ailleurs trois symboles forts:
- les 3 tours : que l’on retrouvent dans le blason et la devise de la ville de Tours « sustentant lilia turres » (les tours soutiennent les lys) ;
- la Loire (sur la partie gauche du blason) : fleuve qui traverse la ville et symbole de la prospérité de la région (qui dit Loire dit châteaux de la Loire) ;
- l’épée de Saint-Martin : Martin de Tours (316-397). Avant d’être évêque de la ville, il a partagé, avec son épée, son manteau avec un mendiant. Cet épisode célèbre est dénommé La Charité de saint Martin.

Lors de la saison 2023-2024, le club adopte une nouvelle identité visuelle conçue par l’agence de communication Banlieue Ouest. Le logo présente plusieurs éléments graphiques faisant écho à la Ville de Tours et à l’univers du sport :
- Une tour stylisée, représentant la Ville de Tours, occupe une place centrale dans la composition.
- Trois fleurs de lys y sont intégrées, en référence à l’héraldique historique de la Ville.
- La Loire est symbolisée à la base du logo, contribuant à l’ancrage territorial du visuel.
- L’ensemble est inscrit dans un bouclier de couleur bleue, évoquant les valeurs de protection et de défense.
- Une épée placée dans la tour symbolise l’attaque ; avec la tour, elle forme un heaume de chevalier stylisé.

Ce nouveau logo vise à moderniser l’image du club tout en renforçant son identité locale et symbolique.

Blason de la ville de Tours

### Couleurs et maillots
Les couleurs historiques du club sont le blanc et le bleu. Le maillot domicile est bleu et noir. Le maillot extérieur est blanc et bleu ciel.
Une étoile symbolisant la victoire en Ligue des champions est présente sur le maillot et surmonte le logo.

### Salle
Le TVB joue dans la salle Robert-Grenon, située dans le palais des sports de la ville de Tours, qui a été mise en fonction en 1956.
En 2018, d’importants travaux, d’un montant de 1,115 million d'euros, ont été entrepris pour répondre aux normes des compétitions internationales. Douze loges "Premium" ont également été créées en haut des tribunes.
La capacité de la salle a ainsi été portée à 3 153 personnes (dont 20 en situation de handicap), une jauge minimum de 3 000 personnes étant exigée pour les matchs de Champions League.

### Équipementiers et sponsors
L’équipementier actuel du club est ERREA et le sponsor maillot principal est McDonald's.

### Naming
Le 29 juin 2021, le TVB est renommé le "McDonald’s Tours Volley-Ball". Il s’agit du premier club masculin professionnel en France à pratiquer le "naming" pour son nom. Ce partenariat est signé pour trois ans.
Le 27 juillet 2021 ce partenariat est suspendu, initialement pour 6 mois. En effet, Emmanuel Denis, le maire de la ville de Tours, qui subventionne le club à hauteur de 412 000 € (chiffres 2021), se montre hostile à ce naming. Il ne souhaite pas voir associer le nom de la chaîne de restauration rapide McDonald's avec celui de sa ville.

## Soutien et image

### Groupe de supporters
L’association « les Int’nables » supporte le TVB.

### Club de partenaires
Depuis 1993, les entreprises qui s’associent au club sont regroupées au sein du club de partenaires : TVB Entreprises (TVBE). Il est devenu un point de rencontre important des chefs d’entreprise de Touraine.
En 2011, 120 entreprises faisait partie du TVBE.
En 2015, le TVBE comptait plus de 160 entreprises, contribuant à 1,2 million d’euros pour la saison 2015-16, avec une somme minimum de 4 000 euros par partenaire. Le poids économique du TVBE était alors de 700 millions d’euros en chiffre d’affaires annuel.
En 2022, le nombre d’entreprises est de 170. Elles apportent 65 % du budget du TVB, le reste étant issu des subventions (Ville de Tours, Métropole, Département et Région).

### Mascotte
Dans les saisons passées, la mascotte du TVB était Tivix. Pour la saison 2023-2024, le club change de mascotte et présente Le Chevalier.

### Affluence
Lors de la saison 2018-2019, le TVB avait la meilleure affluence du volley français avec une moyenne de 2 622 spectateurs par match, soit la 11e affluence en Europe. La 2e affluence en Ligue A se situait à Montpellier avec 1 867 spectateurs en moyenne,.
Pour la finale retour de la coupe CEV contre Monza, le millier de places mis en vente le 12 mars 2022 a trouvé preneur en 6 minutes.

## Popularité et médiatisation

### Médias et réseaux sociaux
Le TVB est présent sur différents réseaux sociaux.
| Inscription     | Réseau social | Compte principal     | Abonnés |
| --------------- | ------------- | -------------------- | ------- |
| 30 janvier 2014 | Facebook      | « @toursvolleyball » | 25 547  |
| juin 2016       | Instagram     | « toursvolleyball »  | 19 500  |
|                 | LinkedIn      | Tours Volley Ball    | 2 014   |
|                 | TikTok        | « @toursvolleyball » | 1 682   |
| septembre 2011  | Twitter       | « @ToursVolleyBall » | 7 292   |
| 28 février 2012 | YouTube       | @ToursVolleyBall     | 278     |
| Total           | Total         | Total                | 56 313  |

### Popularité
Le TVB est très populaire dans le département. En effet il s’agit de la seule équipe sportive masculine professionnelle qui évolue au plus haut niveau national.

## Rivalités

### Au niveau régional
Le Tours Volley-Ball entretient une rivalité régionale avec le Stade Poitevin VB, son voisin de la Vienne, situé 100 kilomètres au sud.

### Au niveau national
Le Classique du Championnat de Ligue A oppose le TVB au Paris Volley. Les deux clubs ont remporté quinze titres sur 18 entre la saison 1999-2000 et 2017-18.
En janvier 2024, le 70e Classique a été remporté par le TVB face à Paris, battu pour la 41e fois,.

## Autres équipes

### Centre de formation
Le Centre de Formation du Club, dénommé CFC Tours Volley-Ball, évolue en Ligue Elite Avenir (championnat crée lors de la saison 2022-23 pour la formation des jeunes joueurs des clubs disposant d’une telle structure).

### Équipe 3
Le TVB a une équipe masculine évoluant en Nationale 3.

### Sections de jeunes
Le TVB possède une école de volley agréée de 7 à 11 ans.

### Sections sportives
Depuis la rentrée 2005, le TVB collabore avec le Lycée Grandmont, le Comité Départemental de Volley-Ball d’Indre-et-Loire et l’Union Nationale du Sport Scolaire, pour proposer une section sportive volley-ball aux lycéens.
Depuis la rentrée 2013, le Tours Volley-Ball collabore avec le collège Michelet et l’Union Nationale du Sport Scolaire pour proposer une section sportive volley-ball aux collégiens. Le collège, situé à proximité du Centre Municipal des Sports profite des structures du Tours Volley-Ball.

### Autres sections
Le TVB propose une section baby volley de 4 à 6 ans.